# کلوبازام
کلوبازام (به انگلیسی: Clobazam)
رده درمانی: بنزودیازپین‌ها.
اشکال دارویی: قرص

## موارد مصرف
کلوبازام برای درمان اضطراب، بی قراری، تشنج و دردهای بعد از قطع عضو استفاده می‌گردد.

## مکانیسم اثر
مانند سایر بنزودیازپینها به عنوان آگونیست‌های رسپتور بنزودیازپین اثر کرده وباعث تسهیل ورود یا افزایش عمل GABA شده و ورود یون کلر را به سلولها افزایش می‌دهد.

## عوارض جانبی
خواب آلودگی، سردرد، لرزش دست‌ها، مشکلات گوارشی، کاهش فشار خون، خشکی دهان، تهوع، یبوست، افزایش اشتها، عادت و وابستگی.